# Flucht von der Erde (2012)
Flucht von der Erde (Originaltitel: Evacuate Earth) ist ein Dokumentarfilm mit fiktionalen Elementen des National Geographic Channel aus dem Jahr 2012.

## Handlungsüberblick
In einer nicht näher bestimmten Zukunft geht ein gewaltiger Meteoritenhagel auf der Erde nieder. Astronomen gehen der Sache nach und müssen entsetzt feststellen, dass die Meteoriten nur die Vorboten einer viel größeren Katastrophe sind: ein Neutronenstern nähert sich der Erde und wird diese in 75 Jahren völlig zerstören. Um das Überleben der Menschheit zu sichern, schlagen Wissenschaftler vor, ein gigantisches Raumschiff zu bauen, das dann eine Gruppe Auserwählter zum nächsten bewohnbaren Planeten bringen soll. Die Regierungen der Welt unterstützen den Plan. Nach einigen technischen Schwierigkeiten gelingt es tatsächlich, das Riesenraumschiff fertigzustellen und erfolgreich zu starten. Kurz darauf erreicht der Neutronenstern die Erde, und diese wird durch dessen Anziehungskraft zerrissen. Das „Arche Noah“-Raumschiff erreicht 88 Jahre später einen bewohnbaren Planeten. Die Zukunft der Menschheit ist gesichert.
Während des Films kommen zahlreiche Wissenschaftler und Techniker zu Wort, die über das in der Dokumentation beschriebene Szenario diskutieren.

## Handlung
Der Film schildert ein Gedankenexperiment: Ein Neutronenstern nähert sich der Erde. Ständige Meteorstürme sind das erste Warnzeichen und dramatische Sequenzen zeigen weit verbreitete Zerstörung und den Tod von Tausenden von Menschen. Berechnungen zufolge bleiben maximal fünfundsiebzig Jahre Zeit, um die menschliche Gesellschaft radikal auf die Evakuierung der Erde vorzubereiten. Das Antriebssystem für das Raumfahrzeug ist das erste Problem, das angegangen werden muss. In einer dramatischen Sequenz diskutieren die führenden Experten der Welt die Vor- und Nachteile verschiedener Methoden. Herkömmliche Raketen sind zu langsam und Antimaterie-Motoren sind zu instabil. Sie entscheiden sich schließlich für den Impulsantrieb, wie ursprünglich von Project Orion vorgeschlagen. Die Ingenieure, Wissenschaftler und Arbeiter der Welt haben ihre Arbeit an einem neuen Ort namens Starship City aufgenommen. Befragte Experten warnen davor, dass Fatalismus einige Menschen entweder zum Selbstmord oder zu Radikalismus treiben kann und versuchen könnten, das Projekt zu sabotieren. In einer dramatischen Sequenz bedrohen Terroristen die Anlage, werden aber von einem versteckten Minenfeld daran gehindert. Doch Konflikte eskalieren auch, da sich die Sicherheitskräfte entweder auf die Aufrechterhaltung der Ordnung oder den Schutz der Einrichtungen und des Personals des interstellaren Projekts konzentrieren müssen.
Ein weiteres wichtiges Thema ist dann, welche Personen evakuiert werden sollen. Obwohl Diversität respektiert wird, müsste jedes ausgewählte Individuum genetisch robust und nicht prädisponiert für Krankheiten sein (wie Schizophrenie und Diabetes). In einer Sequenzen wird ein zweites Archenschiff inmitten von Kontroversen angekündigt, da es für die reichsten und mächtigsten Familien der Welt reserviert ist, die bereit sind für die Passage zu zahlen. Simulierte Nachrichtensendungen verkünden Verzögerungen und Rückschläge, wenn Wissenschaftler zum privaten Archenschiff gelockt werden. Als der Neutronenstern in unser Sonnensystem eintritt, wird Saturn zerstört, und die Erde erlebt in ihren Jahreszeiten katastrophale Verschiebungen und Strahlungsausbrüche, die zu Todesfällen und ökologischen Schäden führen. Das mit einem Antimaterie-Motor ausgerüstete private Archenschiff explodiert, da dessen Antimaterie-Eindämmung versagt. Ganze Familien brechen möglicherweise auf, wenn sie sich darauf vorbereiten, das verbleibende Archenschiff zu besteigen, und Experten besprechen die grundlegenden Notwendigkeiten für das menschliche Leben: Bakterien, Luft, Wasser und Nahrung. Bakterien werden leicht gespeichert, und Luft wird aus Wasser synthetisiert. Essen jedoch ist ein Problem, denn es muss komplett autark auf dem Schiff produzierbar sein. Insekten scheinen dabei das Mittel der Wahl, denn hoch entwickelte Tiere wären zu haltungsintensiv und bräuchten eigene Reserven an Nahrung, Wasser und Sauerstoff.
Das Archenschiff ist nun fertiggestellt und startet. Ein paar Tage später ist der Neutronenstern der Erde so nah, dass die Gezeitenkraft den Erdkern und die Kruste zu verformen beginnt, was massive Erdbeben und Vulkanismus verursacht. Als Nächstes reißt die Gravitation des Neutronensterns die Oberfläche ab, wodurch die Kruste zerspringt und das heiße Innere der Erde in das Vakuum des Weltraums ausläuft und die Erde zerstört. Nur die Kolonisten auf der Arche können dieses Ereignis als Zeuge erleben, der Rest der Menschheit ist bereits ausgelöscht worden. Die Kolonisten setzen ihre Reise zu Barnards Stern fort, der als Ziel ausgewählt wurde. Experten diskutieren das Potenzial für Meuterei und Fraktionierung und lehnen sie letztlich als unwahrscheinlich ab, da starke familiäre und gesellschaftliche Bindungen betont werden. Die Reise wird schätzungsweise achtundachtzig Jahre dauern, und nur die jüngsten der ursprünglichen Besatzung überleben, um den neuen Planeten zu sehen, der möglicherweise andere Lebensformen beherbergt. Experten kommen zu dem Schluss, dass das Szenario, obwohl unwahrscheinlich, möglich ist und von den Regierungen der Welt vorbereitet werden muss.

## Hintergrund
Der Film wurde in Deutschland als Zweiteiler am 5. August 2013 auf N24 erstgesendet.

## Kritik
Kritiker dieser Dokumentationen sehen den Film als eine Art Vorbereitung der Menschen auf ihre Vernichtung, um sie „auf die ‚gemeinsame‘ Aufgabe einzuschwören und es wird so über zwei Stunden bekräftigt, dass die Erde zerstört würde und es keinen anderen Ausweg gibt.“ Eine Zerstörung die einer externen Quelle zugeschrieben wird, obwohl „in der Wirklichkeit die Erde gezielt von der kapitalistischen, monotheistischen Klasse […] vernichtet wird“.